# Дезактивация

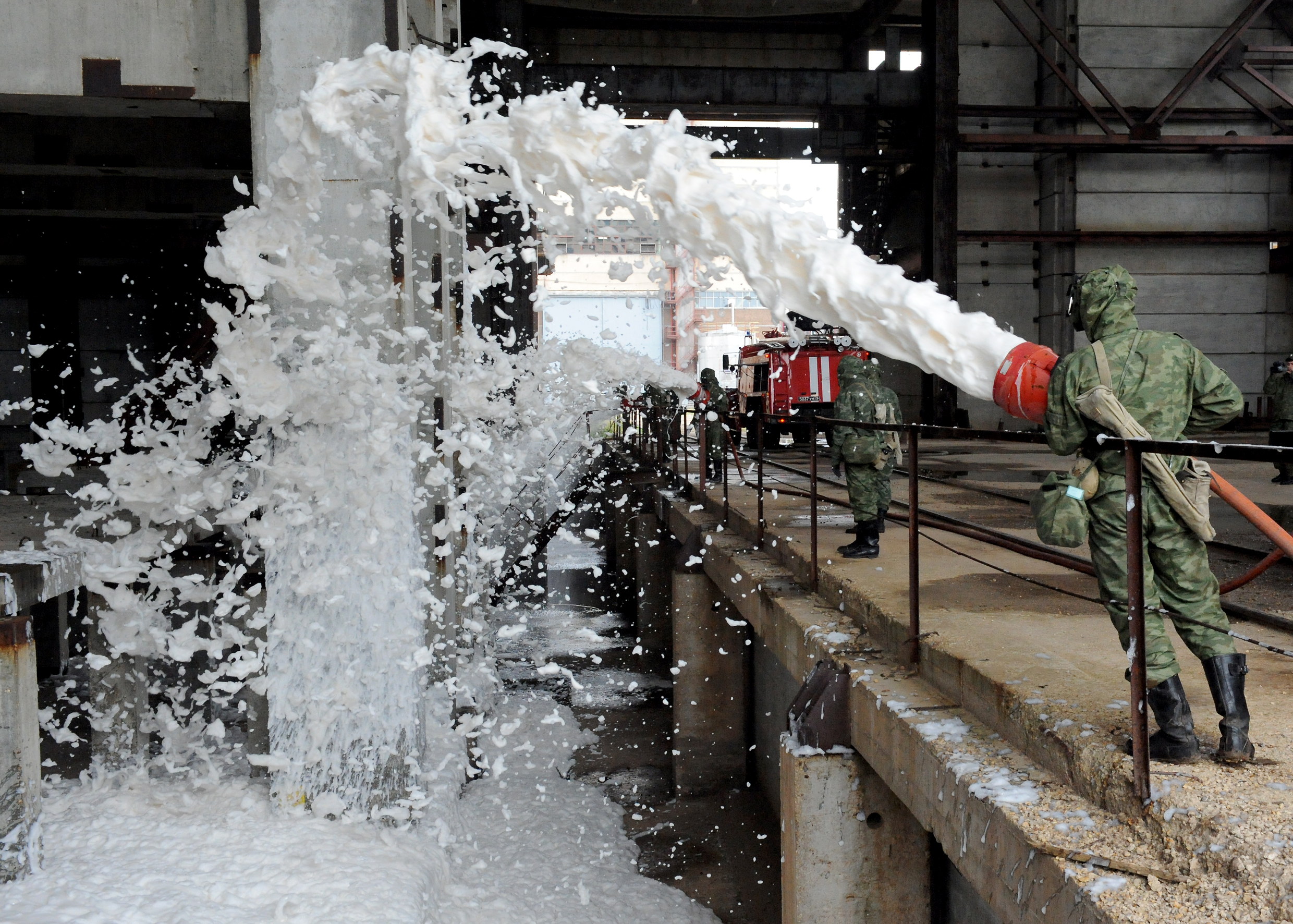
Учения с участием войск РХБЗ на Балаковской АЭС. Проводится учебная дезактивация сооружений.

Дезактива́ция — это один из видов обеззараживания, представляет собой удаление радиоактивных веществ с заражённой территории, с поверхности зданий, сооружений, техники, одежды, средств индивидуальной защиты, воды, продовольствия.
Дезактивация может проводиться двумя способами — механическим и физико-химическим, которые друг друга дополняют. Механический способ предполагает удаление радиоактивных веществ с заражённых поверхностей сметанием щётками и подручными средствами, вытряхиванием, выколачиванием одежды, обмыванием струёй воды, сдуванием (например с помощью авиационных двигателей). Уменьшить поверхностное натяжение воды можно повышением температуры и применением поверхностно-активных веществ (мыла, стиральных порошков и т. д.). Механический способ наиболее прост и доступен и, как правило, используется для дезактивации техники, автотранспорта, одежды, средств индивидуальной защиты сразу же после выхода из заражённой территории.
Однако вследствие тесного контакта радиоактивных веществ с поверхностью многих материалов и их глубокого проникновения внутрь поверхности, механический способ дезактивации может не дать необходимого эффекта. Поэтому наряду с ним используют физико-химический способ, который предполагает применение растворов специальных препаратов, значительно повышающих эффективность удаления (смывания) радиоактивных веществ с поверхности.
Существуют и другие методы дезактивации поверхностей — электрохимическая дезактивация (дезактивируемая деталь помещается в раствор электролита, на обрабатываемую поверхность подаётся отрицательный или положительный потенциал), лазерная дезактивация (по механизму сходна с системами лазерной очистки поверхностей от краски, ржавчины и т. п., используемыми, например, в реставрации металлических изделий), дезактивация с использованием ультразвука и пр.
При дезактивации в зависимости от обстановки и объекта дезактивации используются различные методы. Участки территории, имеющие твёрдое покрытие дезактивируются с помощью смывания радиоактивных веществ (пыли) под большим давлением с помощью поливочных и пожарных машин. На территориях, где твёрдое покрытие отсутствует, дезактивация может проводиться путём срезания и вывоза верхнего слоя грунта или снега, засыпки чистым грунтом, засева полей растениями, аккумулирующими радионуклиды, устройство настилов и т. д.
На АЭС дезактивация оборудования и помещений — стандартная процедура, применяющаяся как до, так и после ремонта оборудования реакторного отделения; производится вручную персоналом цеха дезактивации с применением химических средств, либо с помощью специального оборудования и ёмкостей (сильно активированные детали оборудования).